# Tropiocolotes latifi
Tropiocolotes latifi är en ödleart som beskrevs av  Alan E. Leviton och ANDERSON 1972. Tropiocolotes latifi ingår i släktet Tropiocolotes och familjen geckoödlor. IUCN kategoriserar arten globalt som livskraftig. Inga underarter finns listade i Catalogue of Life.